# 1382
1382 (MCCCLXXXII) fue un año común comenzado en miércoles del calendario juliano, en vigor en aquella fecha.

## Acontecimientos
- Creado el título de Condestable de Castilla por el rey Juan I de Castilla, y el de Condestable de Portugal por el rey Fernando I de Portugal.
- 21 de mayo: Un terremoto de 6,0 sacude el estrecho de Dover causando daños generalizados en el sureste de Inglaterra y en los Países Bajos.

## Nacimientos
- Lope de Barrientos, clérigo de la Corona de Castilla.

## Fallecimientos
- Rodrigo de Moscoso, arzobispo de Santiago de Compostela.
- Nicolás de Óresme